# Renato Ribeiro Calixto
Renato Ribeiro Calixto (sinh ngày 14 tháng 10 năm 1988) là một cầu thủ bóng đá người Brasil.

## Sự nghiệp câu lạc bộ
Renato Ribeiro Calixto đã từng chơi cho Kawasaki Frontale.

## Thống kê câu lạc bộ

### J.League
| Đội               | Năm       | J.League | J.League | J.League Cup | J.League Cup | Tổng cộng | Tổng cộng |
| Đội               | Năm       | Trận     | Bàn      | Trận         | Bàn          | Trận      | Bàn       |
| ----------------- | --------- | -------- | -------- | ------------ | ------------ | --------- | --------- |
| Kawasaki Frontale | 2012      | 29       | 10       | 6            | 1            | 35        | 11        |
| Kawasaki Frontale | 2013      | 28       | 12       | 7            | 3            | 35        | 15        |
| Kawasaki Frontale | 2014      | 30       | 6        | 4            | 2            | 34        | 8         |
| Kawasaki Frontale | 2015      | 17       | 9        | 5            | 0            | 22        | 9         |
| Tổng cộng         | Tổng cộng | 104      | 37       | 22           | 6            | 126       | 43        |